# Тетейки (Дятловский район)
Тете́йки (бел. Цяцейкі) — деревня в Дворецком сельсовете Дятловского района Гродненской области Белоруссии. По переписи населения 2009 года в Тетейках проживало 14 человек.

## География
Тетейки расположены в 7,5 км к юго-востоку от Дятлово, 159 км от Гродно, 6 км от железнодорожной станции Новоельня.

## История
В 1878 году Тетейки — деревня в Дворецкой волости Слонимского уезда Гродненской губернии (21 двор, хлебный магазин). В 1880 году в Тетейках проживало 47 человек.
Согласно переписи населения 1897 года в Тетейках имелось 28 домов, проживало 150 человек. В 1905 году — 169 жителей.
В 1921—1939 годах Тетейки находились в составе межвоенной Польской Республики. В сентябре 1939 года Тетейки вошли в состав БССР.
В 1996 году Тетейки входили в состав колхоза имени К. Заслонова. В деревне насчитывалось 17 хозяйств, проживало 33 человека.

## Туризм
В деревне зарегистрирована агроусадьба «Каля Дуба», которая осуществляет деятельность по оказанию услуг в сфере агроэкотуризма.